# Ivana Červenková
Ivana Červenková (* 12. února 1962 České Budějovice) je česká diplomatka, v letech 2018 až 2021 velvyslankyně ČR v Rakousku, od roku 2022 zastává pozici generální konzulky ČR v Mnichově.

## Život
Ivana Červenková se narodila 12. února 1962 v Českých Budějovicích. V roce 1984 absolvovala Právnickou fakultu Univerzity Karlovy

## Diplomatická kariéra
V letech 2012 až 2013 byla chargé d'affaires a v letech 2010 až 2014 zástupkyní velvyslance České republiky ve Vídni. Od ledna 2018 do června 2021 působila tamtéž jako velvyslankyně České republiky v Rakousku. Z postu velvyslankyně byla odvolána 2. června 2021. Podle několika diplomatů se tak stalo na žádost českého prezidenta Miloše Zemana, kterému v roce 2019 podala nepřesné informace ohledně financování české školy ve Vídni .
K 1. dubnu 2022 se ujala funkce generální konzulky České republiky v Mnichově.